# 弥彦山
弥彦山（やひこやま）は、新潟県の西蒲原郡弥彦村と長岡市の境界にある標高634mの山である。

## 概要
越後平野の日本海沿いに連なり、弥彦山塊、弥彦山脈と呼ばれる山並みの主峰。北は角田山 (482m) 、南は国上山 (313m) に連なる。弥彦山自身も、北に位置する多宝山 (634m) との双耳峰である。一連の山と共に佐渡弥彦米山国定公園に指定されている。

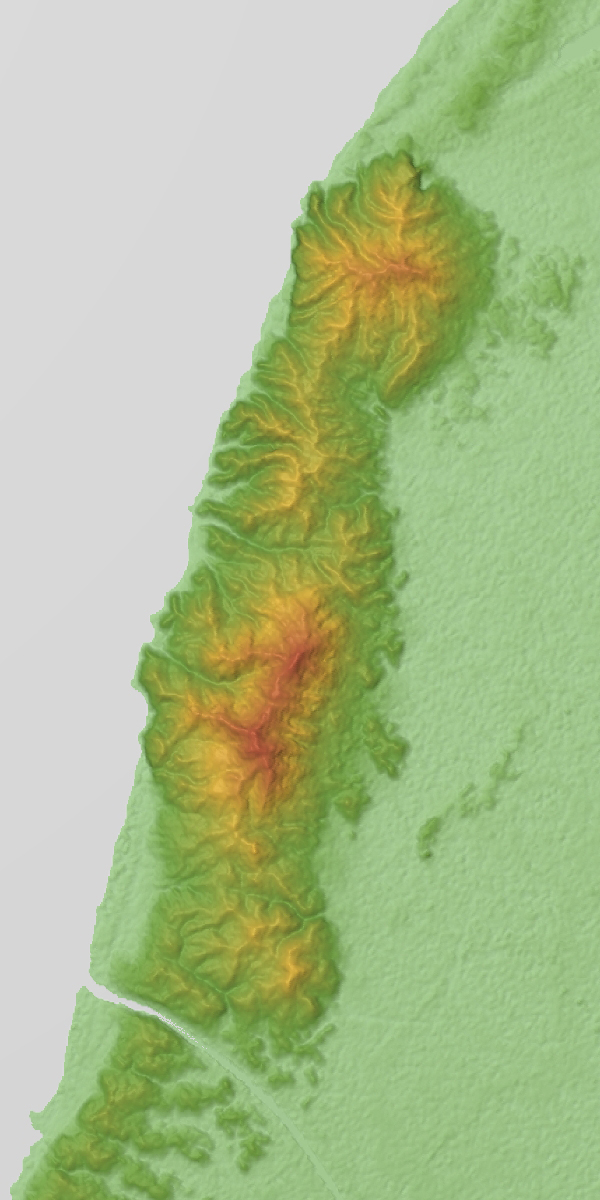
弥彦山塊の地形図

新潟県の広い地域から見ることができ、弥彦神社の祭神・天香山命を祀った山として、古くから人々の崇敬を集め、山全体が弥彦神社の神域となっている。この弥彦山の近くには大河津分水路が流れており、下越地方と中越地方の境として目印にもなって来た。
英彦山、雪彦山と共に日本三彦山と呼ばれる。
海岸よりいきなり突き出した山容をしており、かの深田久弥も著書『日本百名山』の後書きにて「名山には違いないが、絶対的な標高が足りなかった」と述べたように、標高の割に非常に秀麗な山容をしている。
地質的には安山岩、玄武岩、流紋岩など種々の火山岩が分布し、海岸側には枕状溶岩も見られるが、海底火山が隆起した物なのかそれとも別の成り立ちなのか、研究はほとんどされていない現状である。

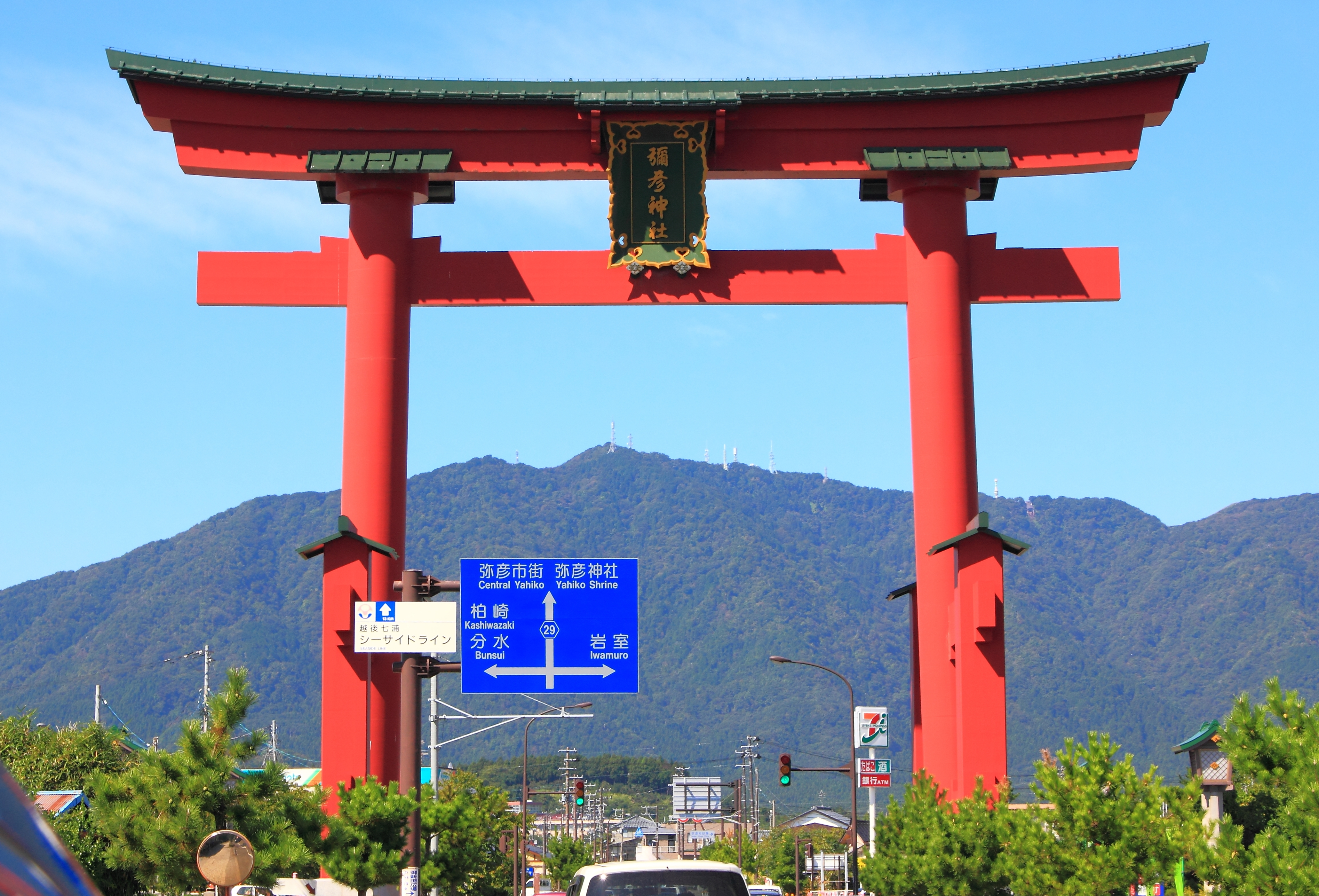
彌彦神社の大鳥居の背後にそびえる弥彦山

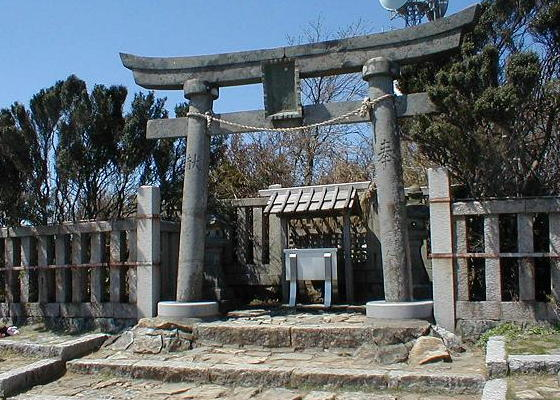
弥彦山山頂にある彌彦神社 御神廟

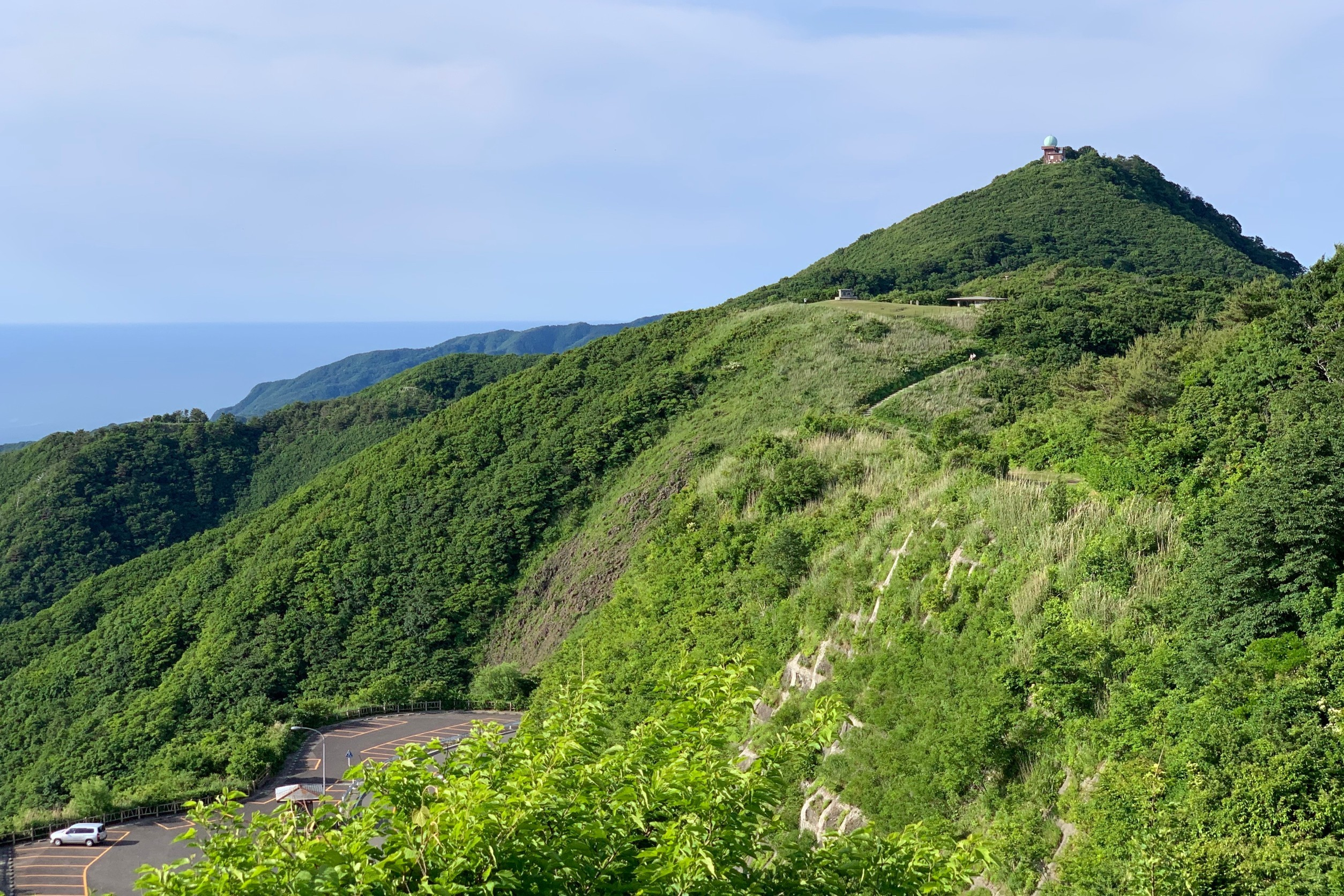
9合目付近から望む多宝山山頂（右）と新潟地方気象台弥彦山「弥彦山気象レーダー観測所」（2020年6月）

山麓にはかつて間瀬銅山があった。

## 登山

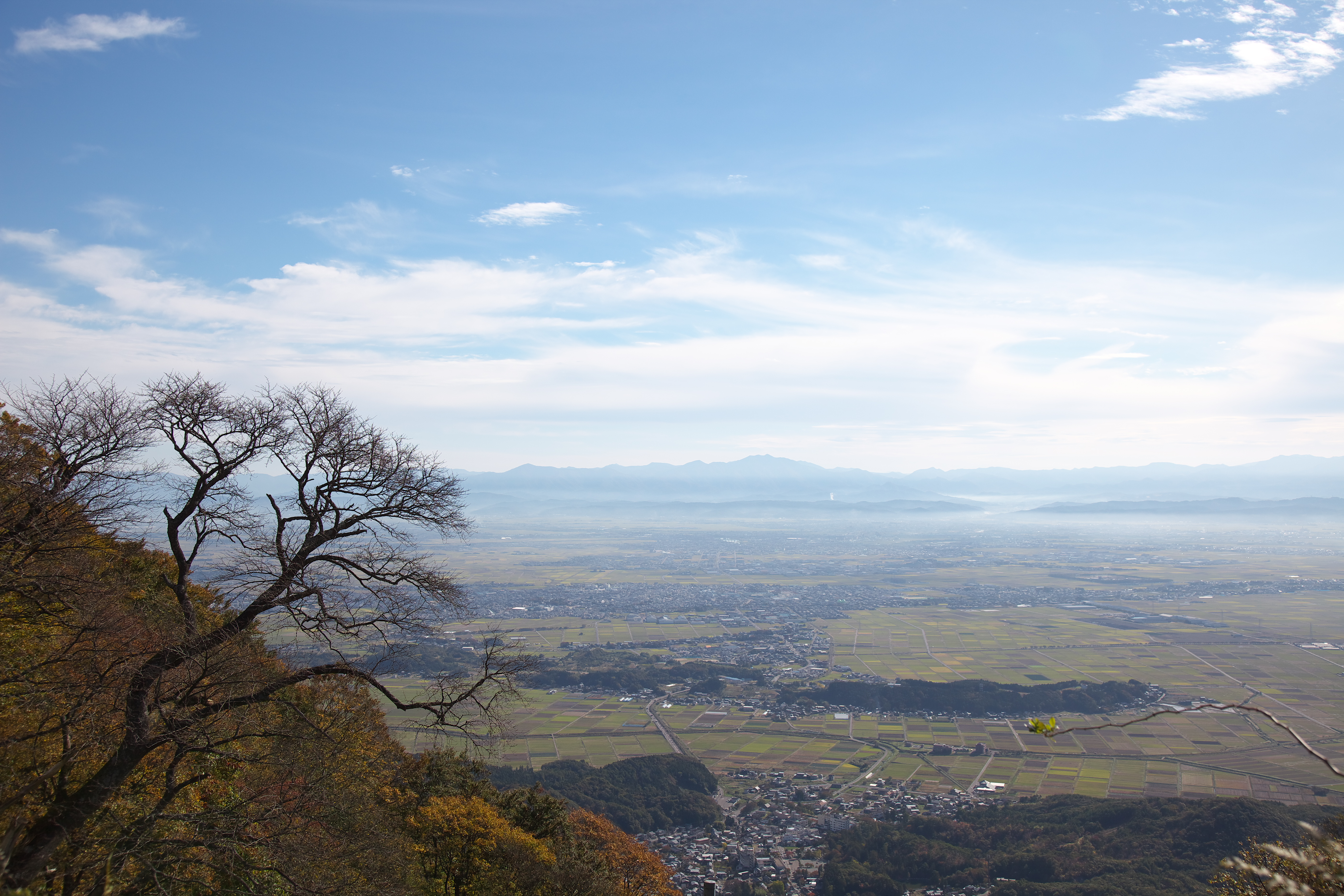
弥彦山頂より見た越後平野

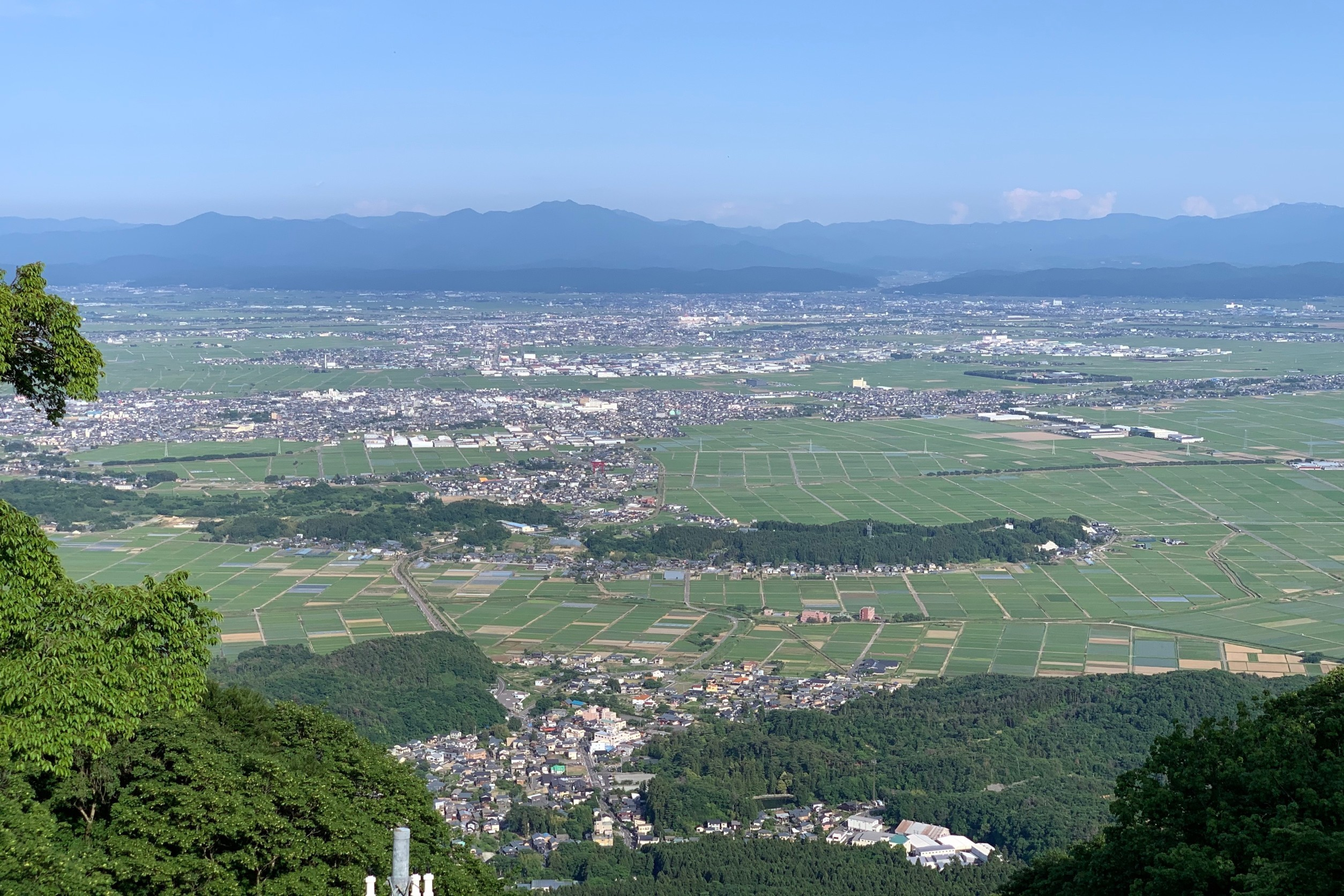
9合目（弥彦山ロープウェイ山頂駅付近）より見た越後平野 燕市方面（2020年6月）

登山道は中部北陸自然歩道のコースとなっており、北側は弥彦神社の参道、南側は雨乞山近くの八枚沢に登山口がある。地元の小学生でも登る山であるが、途中に岩場などの難所もある。山稜には『弥彦山スカイライン』（新潟県道561号弥彦岩室線、冬期間は閉鎖）が通り、また、東側には麓から山頂付近まで弥彦山ロープウェイも架けられており容易にアクセスが可能である。ロープウェイの駅には売店、レストハウス、遊園地があり、周辺には弥彦神社の奧社（御神廟）がある。山頂からは日本海や越後平野を一望することができ、佐渡島に沈む夕日は秀逸である。

## 放送局の送信所

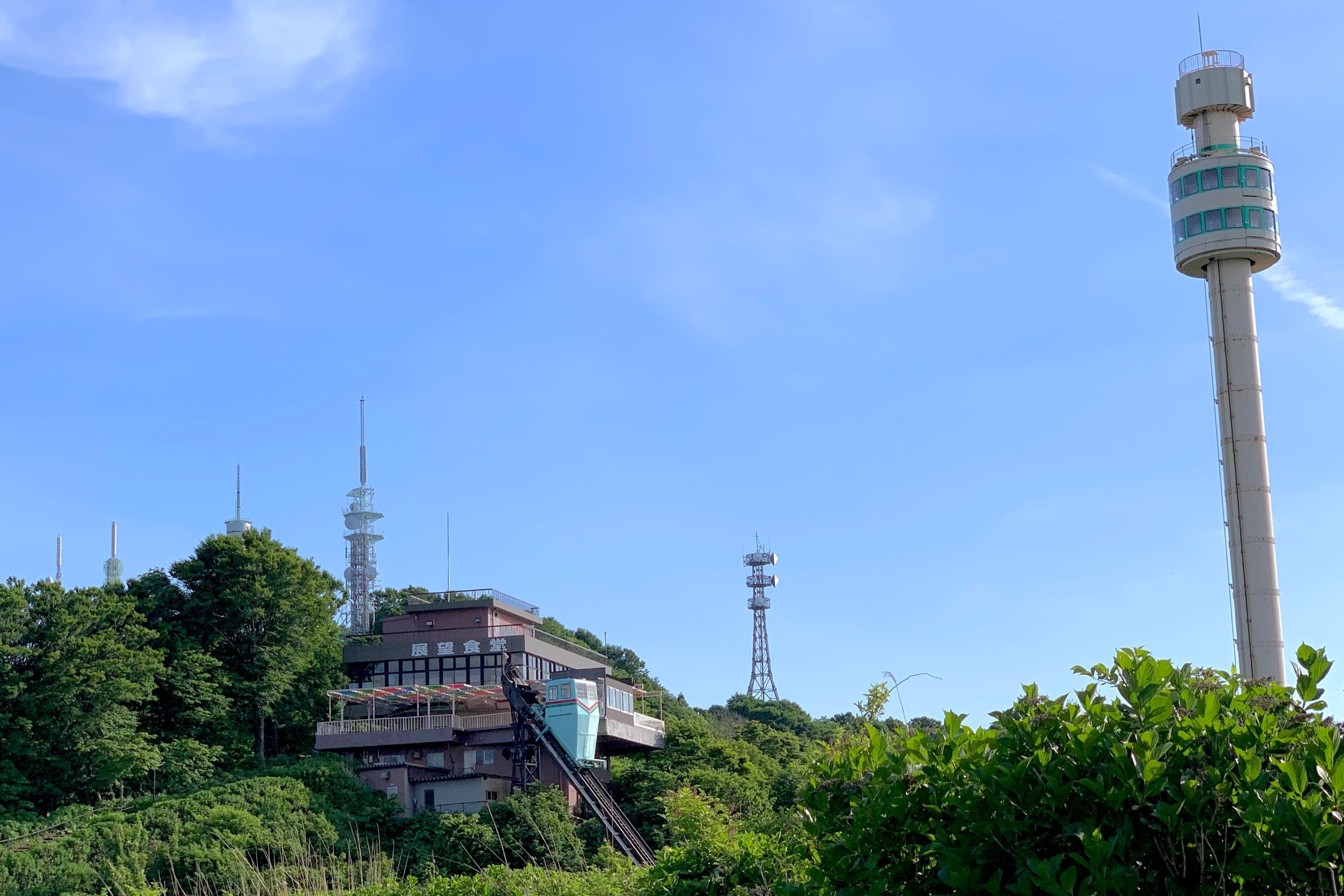
9合目から山頂にかけて並ぶ電波塔群（左）
右は後述のパノラマタワー（2020年6月）

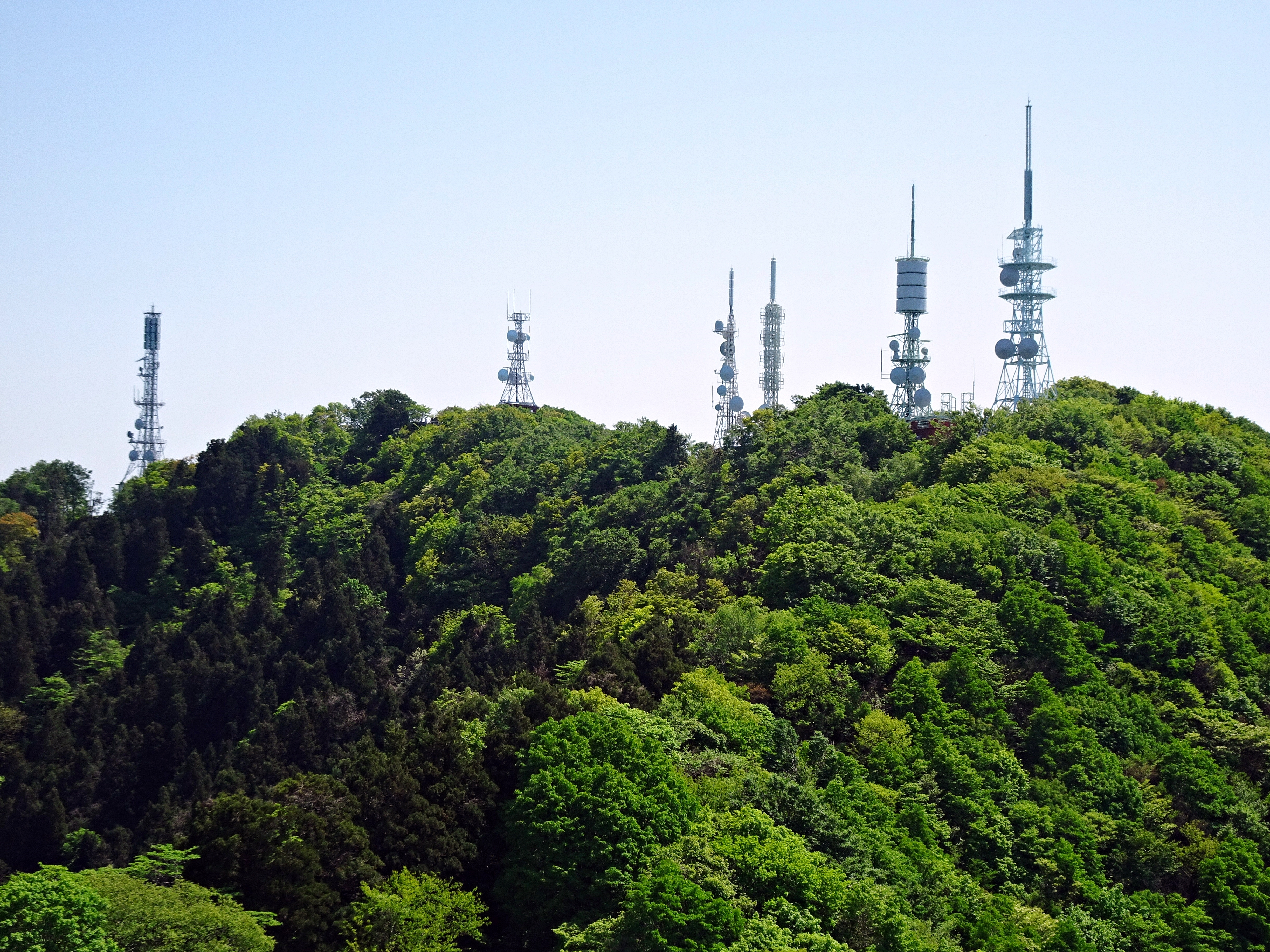
弥彦山の送信塔群

弥彦山は新潟県のほぼ中央に位置しているため、ここから送信することで新潟県の平野部をカバーできる。このため、山頂付近には新潟県内のNHK、民放各社のテレビ・FMラジオ送信所や、防災無線などの中継所が設置されている。さらに、弥彦山から発信された電波は、秋田県の男鹿半島や福島県の会津盆地などでも受信が可能である。また男鹿半島や会津盆地の他にも山形県や富山県の沿岸部、石川県の能登半島、長野県の長野盆地(善光寺平)、群馬県のごく一部等でも受信可能な場所があり弥彦山の電波はかなり広範囲に届いている。特に秋山郷の長野県側ではアナログ時代、長野県側の中継局不足を当送信所からの電波でカバーしている状態であった。
各種送信所があることから、混信防止のため、日本アマチュア無線連盟新潟県支部では、1970年代より弥彦山でのアマチュア無線の運用自粛を呼びかけている。
送信エリアは、新潟市・燕市・長岡市など越後平野を広くカバーしている。しかし、県内の一部の地域には山間部も多く弥彦山からの電波が届かない地域もある。
また、スピルオーバーが原因で秋田県内でデジタル混信が発生したため、秋田県の送信所である大森山公園に置かれている親局の一部で大幅なチャンネル変更を強いられた。
| ID | 放送局名              | コール サイン | チャンネル | 空中線電力 | ERP  | 放送対象地域 | 放送区域 内世帯数 | 開局年月日    |
| -- | --------------------- | ------------- | ---------- | ---------- | ---- | ------------ | ----------------- | ------------- |
| 1  | NHK 新潟総合          | JOQK-DTV      | 15         | 3kW        | 26kW | 新潟県       | 62万2468世帯      | 2006年4月1日  |
| 2  | NHK 新潟教育          | JOQB-DTV      | 13         | 3kW        | 26kW | 全国         | 62万2468世帯      | 2006年4月1日  |
| 4  | TeNY テレビ新潟放送網 | JOPI-DTV      | 26         | 3kW        | 30kW | 新潟県       | 62万2468世帯      | 2006年10月1日 |
| 5  | UX 新潟テレビ21       | JOUX-DTV      | 23         | 3kW        | 27kW | 新潟県       | 62万2468世帯      | 2006年10月1日 |
| 6  | BSN 新潟放送          | JODR-DTV      | 17         | 3kW        | 29kW | 新潟県       | 62万2468世帯      | 2006年4月1日  |
| 8  | NST NST新潟総合テレビ | JONH-DTV      | 19         | 3kW        | 30kW | 新潟県       | 62万2468世帯      | 2006年4月1日  |

| 周波数 (MHz) | 放送局名           | コールサイン | 空中線電力 | ERP   | 放送対象地域 | 放送区域内世帯数 | 開局年月日    | 備考         |
| ------------ | ------------------ | ------------ | ---------- | ----- | ------------ | ---------------- | ------------- | ------------ |
| 77.5         | エフエムラジオ新潟 | JOXU-FM      | 1kW        | 5.2kW | 新潟県       | 約-世帯          | 1987年10月1日 | なし         |
| 82.3         | NHK 新潟FM         | JOQK-FM      | 1kW        | 5.6kW | 新潟県       | 約-世帯          | 1964年7月1日  | なし         |
| 92.7         | BSN 新潟放送       | (BSN新潟FM)  | 1kW        | 3.3kW | 新潟県       | 67万6672世帯     | 2015年11月1日 | FM補完中継局 |

### 閉局した送信所
| チャンネル                                                           | 放送局名                  | コールサイン | 空中線電力          | ERP                 | 放送対象地域 | 放送区域内世帯数 | 開局年月日     | 閉局年月日    |
| -------------------------------------------------------------------- | ------------------------- | ------------ | ------------------- | ------------------- | ------------ | ---------------- | -------------- | ------------- |
| 5                                                                    | BSN 新潟放送              | JODR-TV      | 映像5kW /音声1.25kW | 映像37kW /音声9.3kW | 新潟県       | 不明             | 1958年12月24日 | 2011年7月24日 |
| 8                                                                    | NHK 新潟総合              | JOQK-TV      | 映像5kW /音声1.25kW | 映像37kW /音声9.3kW | 新潟県       | 不明             | 1958年12月1日  | 2011年7月24日 |
| 12                                                                   | NHK 新潟教育              | JOQB-TV      | 映像5kW /音声1.25kW | 映像37kW /音声9.3kW | 全国         | 不明             | 1962年11月1日  | 2011年7月24日 |
| 21                                                                   | NT21→UX 新潟テレビ21      | JOUX-TV      | 映像30kW /音声7.5kW | 映像290kW /音声71kW | 新潟県       | 不明             | 1983年10月1日  | 2011年7月24日 |
| 29                                                                   | TNN→TeNY テレビ新潟放送網 | JOPI-TV      | 映像30kW /音声7.5kW | 映像300kW /音声75kW | 新潟県       | 不明             | 1981年4月1日   | 2011年7月24日 |
| 35                                                                   | NST 新潟総合テレビ        | JONH-TV      | 映像30kW /音声7.5kW | 映像300kW /音声75kW | 新潟県       | 不明             | 1968年12月16日 | 2011年7月24日 |
| ※NHK新潟総合は開局当初から1962年3月31日までは、2chで放送されていた。 |                           |              |                     |                     |              |                  |                |               |

| 周波数 (MHz) | 放送局名             | コールサイン | 空中線電力 | ERP   | 放送対象地域 | 放送区域内世帯数 | 開局年月日     | 閉局年月日    | 備考 |
| ------------ | -------------------- | ------------ | ---------- | ----- | ------------ | ---------------- | -------------- | ------------- | ---- |
| 79.0         | 新潟県民エフエム放送 | JOWV-FM      | 1kW        | 4.9kW | 新潟県       | 51万9014世帯     | 2000年12月20日 | 2020年6月30日 |      |

| 放送局名                                   | 周波数        | 空中線電力 | ERP | 放送区域                                         | 放送区域内世帯数 | 開局日        | 運用終了日    |
| ------------------------------------------ | ------------- | ---------- | --- | ------------------------------------------------ | ---------------- | ------------- | ------------- |
| ジャパン・モバイルキャスティング 「NOTTV」 | 214.714286MHz | 12.5kW     | -kW | 下越地方・中越地方の平野部、上越市と佐渡市の一部 | 約69万世帯       | 2013年9月27日 | 2016年6月30日 |

### 送信所施設について
FM新潟は、NHKの設備と共同使用している。またUX (NT21) は、開局当初からTeNY (TNN) の鉄塔を共同使用していたが、地上デジタル放送開始を機に鉄塔・UHF送信アンテナをBSNの施設との共同使用に変更した（送信局舎は、開局時より単独）。

## パノラマタワー
弥彦山頂上駐車場には「パノラマタワー」と呼ばれる回転昇降式の展望塔があり、約8分かけて85m（展望部は76m）の高さを昇降する客車から越後平野や佐渡島などを360度見渡すことができる。この塔は新潟市中央区にあった「レインボータワー」、愛媛県愛南町にある宇和海展望タワーなどと類似した形状をしている。なお、新潟市のレインボータワーは既に廃業しているが、こちらのパノラマタワーは現在も営業している。
1972年（昭和47年）5月23日、昭和天皇が第23回全国植樹祭出席のために来県した際には、パノラマタワーも行幸先の一つとなった。
- クライミングカー（左）とパノラマタワー（右）
- パノラマタワー乗用部

## その他
- 標高634mは同じくテレビ電波送信所である東京スカイツリーと同じ高さであり、現地案内板や弥彦観光協会のサイトでは大々的にPRしている[18]。大阪地区テレビ電波送信所がある生駒山より8m低いだけであり、2大都市圏のテレビ電波送信所とほぼ同じ。
- 2021年6月5日に行われた、2020年東京オリンピックの聖火リレー（69日目・新潟県2日目）では弥彦山がコースに含まれ、弥彦村でのゴール地点が弥彦山ロープウェイ山頂駅前広場に設定された[19][20]。
- かつて山系の東側は低湿地であり、慢性的な水害に悩まされたことから、山系を横断する大規模なトンネル放水路（樋曽山放水路、新樋曽山放水路、新々樋曽山放水路、矢川放水路、国頭放水路）が多数設置されている。
- 弥彦山スカイラインにて、実写版頭文字Dの撮影がされた。
- 弥彦山頂上駐車場と弥彦山ロープウェイ山頂駅のりばの間にはクライミングカーと呼ばれるケーブルカー（傾斜式観光エレベーター）が運行されている[5][15]。

- クライミングカー正面
- クライミングカー背面
- 駐車場付近から佐渡島を望む。「山頂」の表記があるが、ここは9合目である。

## 周辺の山
- 角田山
- 国上山